# Гематопорфирин
Гематопорфирин (от гемато… и греч. porphyra — пурпур, багряный, тёмно-красный цвет) — пигмент пурпурного цвета; образуется при действии на гематин, гемин и гемоглобин сильных кислот. В незначительных количествах встречается в моче здорового человека; в больших количествах выделяется при отравлении свинцом, оксидом цинка, анемиях и болезнях печени. Впервые его структуру расшифровали еврейские учёные М. В. Ненцкий и И. А. Залесский в 1900 году.
Гематопорфирин используется в качестве антидепрессанта и антипсихотического препарата начиная с 1920 года.